# Masters de Shanghái (snooker)
El Masters de Shanghái es un torneo de snooker. Se juega anualmente desde 2007 en la ciudad china de Shanghái, aunque entre 2020 y 2022 se canceló por la pandemia de COVID-19. El jugador que más veces ha levantado el trofeo es Ronnie O'Sullivan con cinco (2007, 2017, 2018, 2019 y 2023). En la edición de 2024, defenderá el último título conseguido en la última.

## Ediciones
| Año  | Ganador           | Resultado | Subcampeón        | Referencias |
| ---- | ----------------- | --------- | ----------------- | ----------- |
| 2007 | Dominic Dale      | 10-6      | Ryan Day          | [ 2 ]       |
| 2008 | Ricky Walden      | 10-8      | Ronnie O'Sullivan | [ 3 ]       |
| 2009 | Ronnie O'Sullivan | 10-5      | Liang Wenbo       | [ 4 ]       |
| 2010 | Ali Carter        | 10-7      | Jamie Burnett     | [ 5 ]       |
| 2011 | Mark Selby        | 10-9      | Mark Williams     | [ 6 ]       |
| 2012 | John Higgins      | 10-9      | Judd Trump        | [ 7 ]       |
| 2013 | Ding Junhui       | 10-6      | Xiao Guodong      | [ 8 ]       |
| 2014 | Stuart Bingham    | 10-3      | Mark Allen        | [ 9 ]       |
| 2015 | Kyren Wilson      | 10-9      | Judd Trump        | [ 10 ]      |
| 2016 | Ding Junhui       | 10-6      | Mark Selby        | [ 11 ]      |
| 2017 | Ronnie O'Sullivan | 10-3      | Judd Trump        | [ 12 ]      |
| 2018 | Ronnie O'Sullivan | 10-9      | Barry Hawkins     | [ 13 ]      |
| 2019 | Ronnie O'Sullivan | 10-9      | Shaun Murphy      | [ 14 ]      |
| 2023 | Ronnie O'Sullivan | 11-9      | Luca Brecel       | [ 1 ]       |
| 2024 | Judd Trump        | 11-5      | Shaun Murphy      |             |